# Baleraksa
Baleraksa is een bestuurslaag in het regentschap Purbalingga van de provincie Midden-Java, Indonesië. Baleraksa telt 6169 inwoners (volkstelling 2010).